# Święta Barbara (film)
Święta Barbara (org. Santa Barbara) – włoski film religijny, będący biografią świętej Barbary z Nikomedii. Pierwszy i jedyny film fabularny poświęcony postaci tej męczennicy.

## Obsada[1]
- Vanessa Hessler: Barbara
- Massimo Wertmüller: Dioscoro
- Thomas Trabacchi: prefetto Marciano
- Simone Montedoro: Claudio
- Laura Glavan: Giuliana
- Luciano Virgilio: Policarpo
- Sergio Albelli: Tito
- Ivan Alovisio: Livio
- Paola Benocci: Sara
- Gabriele Anagni: Crio
- Yassine Ben Gamra: Gaio
- Jamel Medano: Saulo
- Massimo Bonetti: Marcellino